# 가격제한폭
가격제한폭 제도란, 주식시장에서 하루 동안 개별종목의 주가가 오르내릴 수 있는 한계를 정해놓은 범위를 말한다. 지나친 가격 변동에 대한 완충장치로 시장의 충격을 덜어주기 위한 제도로, 미국과 유럽은 주식시장 가격 제한폭이 없으나 일본, 대만, 한국 등의 국가에서는 시행하고 있다. 2014년을 기준으로 일본은 평균 21%의 가격제한폭을, 대만은 7%의 가격제한폭을 두고 있다.
대한민국에서는 1995년 도입되었으며 1998년부터 계속 15%의 가격제한폭으로 운영되어 왔으나 2015년 6월 15일부터 가격제한폭이 30%로 확대되어 시행되었다. 이에 주식시장 활성화에 대한 기대와 함께, 테마주 급등 등의 부작용에 대한 우려가 있었다.
2015년 6월 가격제한폭이 확대된 직후 우선주가 크게 급등하는 현상을 보였고, 그 후에는 1000원 미만의 저가 주식들인 동전주에 수요가 모이며 크게 급등하기 시작했다. 이는 가격제한폭 확대에 따라 대형주보다는 값이 싸고 거래량이 적은 주식들이 상승에 유리하기 때문에 수요가 몰려 생긴 현상이었다.

## 상한가와 하한가
가격제한폭까지 오르는 것을 상한가라고 하고, 가격제한폭까지 떨어지는 것을 하한가라고 한다. 대체로 대형주는 가격등락폭이 크지 않으나, 중소형주나 테마주 등 가격등락폭이 큰 종목에서 종종 가격제한폭까지 움직이는 것을 볼 수 있다. 2012년 대선 때 정치테마주였던 우리들생명과학과 우리들제약은 8일 연속 상한가를 기록하기도 했다.
가격제한폭이 15%일때, 상한가가 5번이면 주가는 약 2배가 되고, 하한가가 4번이면 주가는 약 절반이 된다.

## 문제점
가격제한폭 제도는 본래 주가 급변에 따른 시장의 충격을 줄이기 위해 도입된 것이나, 이에 따른 부작용으로 자석효과라는 것이 있다. 즉 올라야 할 가격이 가격제한폭 때문에 매물이 해소가 되지 못하고 상한가에 매수 매물만 쌓인다거나, 가격이 내려야 할 상황에서 매물이 해소되지 못하고 하한가에 매도 매물만 쌓이면 당일 해소되어야 할 매매가 다음날로 미루어지는 결과밖에는 되지 않는다. 또한 시세조종 세력이 상한가에 매수 주문을 대량으로 넣어 주가조작을 시도하는 경우도 있다.

## 가격제한폭 완화 (2015년)
상한가와 하한가의 변동폭 제한은 16년간 15%로 고정되어 왔으나, 박근혜 정부 임기 중반에 들어서는 증시 활성화를 위해 가격제한폭을 30%로 늘리는 방안을 검토해왔다. 정부에서는 본래 2015년 1월부터 시행을 목표로 하고 있었으나, 시스템 변경 등 선행되어야 할 문제가 있어 시행이 늦추어지다가 2015년 6월 15일부터 시행되었다.
6월 15일 가격제한폭이 완화되자 즉시 태양금속, SK네트웍스, 녹십자, 진흥기업 등의 우선주들이 급등하는 현상을 보였다. 이는 우선주들의 거래량이 적어 급등에 유리하기 때문에 수요가 몰렸기 때문으로 해석된다.
우선주들이 급등한 후에는 동전주들의 급등이 이어졌다. 주가 400원대의 슈넬생명과학은 2015년 6월 상한가 및 하한가 제한이 30%로 확대된 직후 무상감자 및 회사매각 등을 호재로 급등, 7월까지 무려 10배가량 상승했다. 7월에 슈넬생명과학의 급등세가 꺾인 이후에는 다른 동전주들이 동시다발적으로 급등하기 시작했는데 이들을 동전주 테마라고 부른다. 케이디건설, 지엠피, 미래산업, 갑을메탈, 씨씨에스 등이 그러한 '동전주 테마주'에 해당하는데, 이는 상한가 제한이 풀림과 동시에 고가의 주식들보다 저가의 주식들이 상승폭이 크다는데 대한 기대심리 때문에 생겨난 현상이다.

## 역사
가격제한폭은 1995년 첫 도입 이래 다음과 같이 점차 변화하여 왔다. 점차 증가되는 추세다.

### 코스피 시장
- 1995년 4월 6%
- 1996년 11월 8%
- 1998년 3월 12%
- 1998년 12월 15%
- 2015년 6월 15일 30%

### 코스닥 시장
- 1996년 11월 8%
- 1998년 5월 12%
- 2005년 3월 15%
- 2015년 6월 15일 30%

## 같이 보기
- 동전주
- 테마주
- 동전주 테마
- 우선주
- 주식 투자